# Ulica Laryska w Mysłowicach
Ulica Laryska w Mysłowicach – ulica w Mysłowicach, znajdująca się w środkowej części miasta, przebiegająca przez trzy dzielnice: Brzezinka, Larysz-Hajdowizna i Wesoła. 
Droga o długości około 3510 m łączy Brzezinkę z Wesołą przez Larysz. Przy niej znajdują się głównie domy jednorodzinne, a w centrum Larysza i Brzezinki także obiekty wielorodzinne. Funkcjonuje przy niej także szereg instytucji, w tym m.in. dwie filie biblioteczne czy przedszkole, a także różnego typu przedsiębiorstwa.

## Przebieg
Ulica Laryska przebiega przez obszar trzech mysłowickich dzielnic: Brzezinka, Larysz-Hajdowizna i Wesoła.
Numeracja budynków przy ulicy Laryskiej zaczyna się od strony wschodniej, w Brzezince. Tam też droga krzyżuje się na skrzyżowaniu z sygnalizacją świetną z ulicą Brzezińską po bokach i z ulicą Kościelną na wprost. Ulica Laryska biegnie początkowo w kierunku zbliżonym do zachodniego. Po około 500 metrach przechodzi ona wiaduktem nad liniami kolejowymi nr 138 i 180, a do tego miejsca krzyżuje się jedynie z ulicą Starowiejską.
Za wiaduktem ulica Laryska biegnie w kierunku zbliżonym do południowego zachodu i na wysokości ulicy Brzozowej wchodzi ona na teren dzielnicy Larysz-Hajdowizna. Do tego miejsca ulica Laryska po lewej stronie dwukrotnie krzyżuje się z ulicą Fabryczną, a po prawej stronie kolejno z ulicą E. Orzeszkowej i ulicą P. Korusa.
Na obszarze dzielnicy Larysz-Hajdowizna ulica Laryska po lewej stronie krzyżuje się na rondzie z ulicą Ptasią, a po prawej z ulicami: B. Pukowca, H. Sienkiewicza i Cichą. Na wysokości skrzyżowania z ulicami Graniczną i Storczyków ulica Laryska wchodzi w teren dzielnicy Wesoła. W Wesołej ulica Laryska biegnie w kierunku zbliżonym do zachodniego i kończy swój bieg na rondzie z ulicą 3 Maja.

## Charakterystyka
Ulica Laryska to droga powiatowa nr 8801S o klasie drogi zbiorczej (Z). Posiada ona nawierzchnię bitumiczną, a szerokość jezdni na całej swojej długości wynosi 7,1 m. W systemie TERYT ulica widnieje pod numerem 10642, a kod pocztowy dla adresów wzdłuż niej to 41-404.
Ulicą Laryską na całej długości kursują autobusy miejskiego transportu zbiorowego na zlecenie Zarządu Transportu Metropolitalnego (ZTM). Znajdują się tutaj przystanki: Brzezinka Laryska, Brzezinka Orzeszkowej, Larysz i Larysz Storczyków nż. W czerwcu 2023 roku ulicą kursowały autobusy ponad pięciu linii autobusowych, łączących tę część Mysłowic z innymi dzielnicami miasta, także z niektórymi miastami Górnośląsko-Zagłębiowskiej Metropolii, w tym m.in. z Bieruniem, Katowicami, Sosnowcem i Tychami
W rejonie ulicy Laryskiej na przeważającej długości drogi dominuje zabudowa jednorodzinna. W rejonie Brzezinki zabudowę ulicy tworzą natomiast wielorodzinne budynki mieszkalne z początków XX wieku, natomiast w centrum Larysza znajduje się kolonia robotnicza. Ponadto występują tutaj kompleksy rolne i łąkowe, która się mocno rozczłonkowane oraz poprzedzielane zabudową i odłogami.

## Historia
Według ks. Jana Kudery ulica Laryska, biegnąca z centrum Brzezinki w kierunku kopalni węgla kamiennego „Carlssegen” (niem. Błogosławieństwo Karola) i dalej do Wesołej, została założona w 1861 roku, a droga ta otrzymała nawierzchnię żużlową. Sama zaś kopalnia, która znajdowała się przy współczesnej ulicy Ptasiej na  Laryszu, funkcjonowała już od 1790 roku i był to jeden z najstarszych tego typu zakładów w regionie górnośląskim. Działała ona ostatecznie do 1931 roku, a przy niej powstała osada o nazwie Larysz, w której wybudowano familoki, szkołę i karczmę.
W 1872 roku na Laryszu przy ulicy Laryskiej powstał gmach szkoły, a do tego czasu okoliczni uczniowie uczęszczali do placówki działającej w wynajętym budynku. Budynek szkoły wybudowano obok późniejszej placówki przy ulicy Laryskiej 101, której budowę rozpoczęto w 1914 roku z uwagi na wzrastającą liczbę uczniów uczęszczających do laryskiej placówki.
W 1880 roku do gminy Brzezinka włączono m.in. kolonię Carlssegen (Larysz).
Na mapie topograficznej wydanej w 1883 roku została zaznaczona droga w śladzie późniejszej ulicy Laryskiej. Na wysokości Brzezinki przed torami kolejowymi była ona zabudowana jedynie po północnej stronie, a dalej w kierunku Larysza zaznaczono pojedyncze obiekty po obu jej stronach. Na Laryszu na odcinku pomiędzy późniejszymi ulicami Ptasią a Graniczną droga miała inny przebieg, a za drugą z nich późniejsza ulica Laryska przekraczała granice pomiędzy powiatem katowickim (Brzezinka) a powiatem pszczyńskim (Wesoła).
Z uwagi na intensywny ruch w kierunku kopalni „Carlssegen” i do fabryki szamotu w 1899 roku ulica Laryska została przebudowana. W 1903 roku w Brzezince na rogu ulic Laryskiej i Brzezińskiej Berta i Eugen Ismar Glogauer wznieśli budynek, w którym mieściła się restauracja.
W 1922 roku obszar Brzezinki i Wesołej został włączony do państwa polskiego. W połowie lat 20. XX wieku ulica Laryska była drogą, która łączyła Brzezinkę z Wesołą. Przecinała ona linię kolejową Mysłowice – Oświęcim, a za nią po lewej stronie istniały jeszcze resztki kopalni „Wanda”, a po prawej stornie kolonia – tzw. „Piła” i nieopodal niej „Hlondowizna” (miejsce, z którego pochodził prymas Polski, kard. August Hlond). Przed Laryszem znajdowała się natomiast parowa cegielnia, a za osadą ulica Laryska wchodziła w granicę wsi Brzezinka, za którą znajdowała się wieś Wesoła.

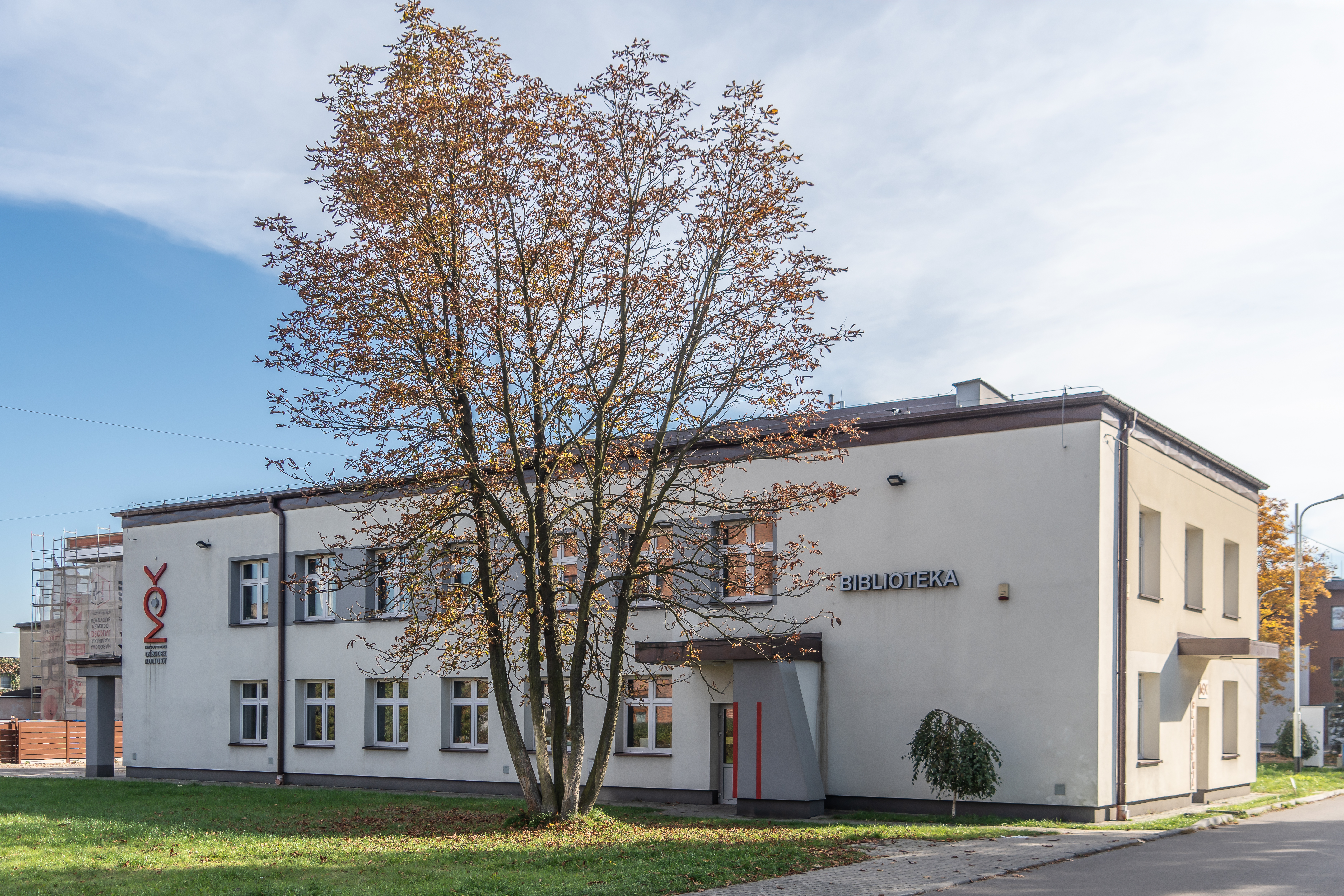
Bud. fili Brzezinka Mysłowickiego Ośrodka Kultury w 2024 roku (dawniej MOKiS „Trójkąt”)

W czasach Polski Ludowej, w 1951 roku do Mysłowic włączono gminę Brzezinka wraz z Laryszem wraz z większym fragmentem ulicy Laryskiej. Na mapie topograficznej z lat 1958–1961 ulica Laryska została zaznaczona we współczesnym śladzie. Odcinek ulicy w centrum Brzezinki nosił wówczas nazwę ulica Jacka Drzymały, natomiast pozostały nosił nazwę ulica Laryska. Wcześniej, bo w 1949 roku została założona późniejsza filia nr 1 w Brzezince (ul. Laryska 5), a w 1952 roku filia nr 3 na Laryszu (ul. Laryska 102) Miejskiej Biblioteki Publicznej w Mysłowicach. W 1962 roku w Brzezince przy ulicy Laryskiej 5 rozpoczęło działalność kino „Znicz”.
W 1975 roku w związku z wejściem w życie reformy administracyjnej do Mysłowic włączono miasto Wesoła, a wraz z nim zachodni fragment ulicy Laryskiej.
W 1994 roku powołano instytucję kultury pn. Mysłowicki Ośrodek Kultury i Sztuki „Trójkąt” z siedzibą przy ulicy Laryskiej 5. W 2011 roku została ona połączona z Miejskim Centrum Kultury, tworząc Mysłowicki Ośrodek Kultury. 1 września 2013 Szkoła Podstawowa nr 11 im. św. Jadwigi Królowej Polski w Mysłowicach przy ulicy Laryskiej 101 weszła w skład Zespołu Szkolno-Przedszkolnego nr 3 w Mysłowicach.
Od kwietnia 2020 roku do października 2023 roku trwała kompleksowa przebudowa ulicy Laryskiej na całej długości. Pod koniec 2022 roku pośrodku ronda na skrzyżowaniu ulic Laryskiej i Ptasiej został zainstalowany witacz składający się z tabliczek zawierających napisy w czterech językach, z tabliczek kierunkowych na Larysz i Hajdowiznę oraz z zegara. Powstał on z inicjatywy Rady Dzielnicy Larysz-Hajdowizna. 
Z uwagi na zły stan techniczny budynek Zespołu Szkolno-Przedszkolnego nr 3 przy ulicy Laryskiej 101 został wyłączony z eksploatacji, a szkoła została przeniesiona do budynku Szkoły Podstawowej nr 15. Budynek szkoły do kwietnia 2023 roku został rozebrany, a w jej miejsce zaczęto budowę nowego gmachu.

## Obiekty zabytkowe i historyczne
- Kamienica (ul. Laryska 1; róg z ul. Brzezińską) – z 1903 roku[18]; wpisana do gminnej ewidencji zabytków[30],
- Kamienica (ul. Laryska 6 i 8) – z około 1900 roku; jest to obiekt murowany z cegły, trzypiętrowy i zwieńczony jest dachem dwuspadowym; posiada ona ozdobne podziały między kondygnacjami[31]; kamienica wpisana jest do gminnej ewidencji zabytków[30],
- Kamienica (ul. Laryska 12)[32],
- Kamienica (ul. Laryska 14) – z około 1900 roku; jest to obiekt murowany z cegły, dwupiętrowy i zwieńczony dachem dwuspadowym; w ryzalicie znajduje się wejście do budynku, a cała kamienica posiada dodatkowo ozdobne podziały okienne[31]; budynek wpisany jest do gminnej ewidencji zabytków[30],
- Budynek produkcyjny dawnej kopalni (ul. Laryska 21) – z około 1900 roku; jest to obiekt murowany z cegły i parterowy; przy nim znajduje się dobudówka o konstrukcji kratownicowej, kryta blachą; budynek posiada duże okna zakończone półkoliście z licznymi podziałami[31]; wpisany jest do gminnej ewidencji zabytków[30],
- Krzyż Męki Pańskiej (ul. Laryska 73) – z około 1900 lub 1920 roku; na betonowym postumencie, z tablicami inskrypcyjnymi i napisem fundacyjnym; we wnęce figura Matki Bożej Bolesnej; belki krzyża są trójlistne, a na nim znajduje się metalowa figura Jezusa Chrystusa[33]; krzyż wpisany jest do gminnej ewidencji zabytków[30],
- Familok (ul. Laryska 97) – z około 1900 roku; jest to obiekt murowany z cegły, dwukondygnacyjny i kryty dachem dwuspadowym; elewacja familoku jest siedmioosiowa, z zachowanymi łukami odcinkowymi nad oknami oraz detalami gzymsu[31]; budynek wpisany jest do gminnej ewidencji zabytków[30],
- Dam mieszkalny (ul. Laryska 105)[32],
- Budynek (ul. Laryska 107)[32],
- Budynek mieszkalny (ul. Laryska 108) – z około 1910 roku; jest to obiekt murowany z cegły i tynkowany, trzykondygnacyjny z podpiwniczeniem; na symetrycznej, siedmioosiowej elewacji zachowane są ozdobne obramienia okien oraz ceglane narożniki; budynek zwieńczony jest dachem wielopołaciowym krytym dachówką, z wykuszami, lukarnami i naczółkami[31]; gmach wpisany jest do gminnej ewidencji zabytków[30],
- Budynek (ul. Laryska 109)[32],
- Budynek mieszkalny (ul. Laryska 110)[32],
- Kamienica (ul. Laryska 111 i 111a) – z około 1919 roku; jest to obiekt murowany z cegły, częściowo tynkowany, trzykondygnacyjny; posiada symetryczną elewację z trzema ryzalitami zakończonymi dwuspadowymi dachami, a okna mają charakterystyczne obramienia[31]; kamienica wpisana jest do gminnej ewidencji zabytków[30],
- Budynek mieszkalny (ul. Laryska 112)[32],
- Budynek mieszkalny (ul. Laryska 114 i 114a)[32],
- Dom mieszkalny (ul. Laryska 115)[32].

## Gospodarka i instytucje
W styczniu 2024 roku w systemie REGON zarejestrowanych było ponad 175 działalności gospodarczych z siedzibą przy ulicy Laryskiej, w tym m.in.: Szkoła Podstawowa nr 11 im. św. Jadwigi Królowej Polski w Mysłowicach (ul. Laryska 101; część Zespołu Szkolno-Przedszkolnego nr 3 w Mysłowicach), Przedszkole nr 1 z Oddziałami Integracyjnymi w Mysłowicach (ul. Laryska 9), filie biblioteczne nr 1 (ul. Laryska 5) i nr 3 (ul. Laryska 102) Miejskiej Biblioteki Publicznej w Mysłowicach, Filia Brzezinka Mysłowickiego Ośrodka Kultury (ul. Laryska 5), ROD „Jedność”, Stowarzyszenie Pomocy Osobom Niepełnosprawnym i Seniorom „Radość” (ul. Laryska 7) oraz Sala Królestwa Świadków Jehowy (ul. Laryska 91a).
Ponadto działały wówczas: sklep sieci Biedronka (ul. Laryska 87), firmy handlowo-usługowe, sklepy i inne przedsiębiorstwa wielobranżowe, gabinety lekarskie, salony fryzjersko-kosmetyczne, wspólnoty mieszkaniowe, biuro podróży, lokale gastronomiczne, zakład kamieniarski, klub bilardowy, firma ogrodnicza, przedsiębiorstwo remontowo-budowlane, gospodarstwa rolne, firmy transportowe i inne.
Wierni rzymskokatoliccy mieszkający przy ulicy Laryskiej przynależą do trzech parafii: Nawiedzenia Najświętszej Maryi Panny w Brzezince, św. Jacka na Morgach (ul. Laryska 86-117) i Matki Bożej Fatimskiej w Wesołej.